# Bertrand Traoré
Pour les articles homonymes, voir Traoré.
Bertrand Isidore Traoré, né le 6 septembre 1995 à Bobo-Dioulasso, est un footballeur international burkinabè qui évolue actuellement au poste d'ailier droit à l'Ajax Amsterdam.

## Biographie

### Jeunesse et formation
Bertrand Traoré est repéré par l'AJ Auxerre lorsqu'il évolue à l'ASF Bobo-Dioulasso. Il intègre ainsi le centre de formation de l'AJ Auxerre.

### Chelsea FC
Le 31 octobre 2013, il rejoint le club anglais de Chelsea avec qui il passe professionnel en décembre 2013.
Le 2 janvier 2014, il est prêté pour six mois au club néerlandais du Vitesse Arnhem, équipe avec laquelle il fait ses débuts le 26 janvier suivant. Le 7 juillet 2014, son prêt au Vitesse est prolongé d'une saison. Lors de cette deuxième saison en prêt au Vitesse Arnhem, il finit meilleur buteur de l'équipe.
De retour de prêt, Bertrand Traoré gagne du temps en équipe première de Chelsea, inscrivant quatre buts en seize rencontres toutes compétitions confondues lors de la saison 2015-2016.

### Prêt à l'Ajax Amsterdam
Le 12 août 2016, Traoré est prêté pour une saison à l'Ajax Amsterdam. L'attaquant burkinabé inscrit 13 buts en 39 matchs toutes compétitions confondues avec le club néerlandais, qui termine finaliste de la Ligue Europa et vice-champion des Pays-Bas.

### Olympique lyonnais

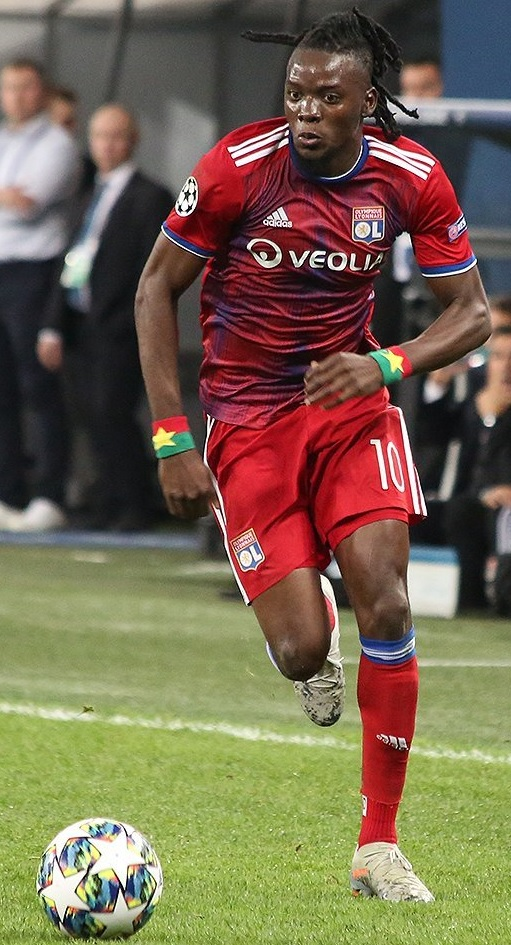
Traoré avec l'Olympique lyonnais en 2019.

Le 26 juin 2017, Bertrand Traoré s'engage pour cinq ans avec l'Olympique lyonnais pour un montant de 10 M€, plus un intéressement de 15% sur la plus-value d'un éventuel futur transfert. Le transfert prenant effet le 1er juillet suivant.
Le 19 août suivant, il marque son premier but lors de la troisième journée de Ligue 1 face aux Girondins de Bordeaux (3-3) sur coup franc. Il récidive en Ligue Europa, puisqu'il inscrit le seul but lyonnais du match nul 1-1 face à l'Atalanta Bergame lors de la deuxième journée de phases de poules, puis, d'une subtile madjer, permet aux siens d'arracher la victoire face à l'Everton FC à Goodison Park, en inscrivant sur un centre de Maxwel Cornet le but du 2-1. Ce but permet aux Gones de remporter leur première victoire de la saison en Ligue Europa, à la troisième journée. Le dimanche suivant, il marque son deuxième but de la saison en Ligue 1, à la réception d'un centre de Fernando Marçal, à Troyes (0-5).
Il recommence deux semaines plus tard lors du match retour contre Everton, inscrivant le but du 1-0 (victoire des hommes de Bruno Génésio 3-0). Le jour du décès de son ami, Abdoulaye Soulama, gardien du Burkina Faso, le joueur fondra en larmes...
Bertrand Traoré se fait définitivement adopter par les supporters lyonnais après un but subtil au stade Geoffroy-Guichard lors de la victoire historique dans le derby(0-5).
Malheureusement, il se blesse face à Limassol sur un dégagement et reste indisponible pendant plus de deux mois.
Il signe son retour face à Angers et au PSG avant de marquer lors du match de coupe de France à Monaco, d'un joli sombrero de la tête puis d'une frappe déviée. Il est également à l'origine des deux autres buts, à l'avant dernière et à la dernière passe. Portant son total est à 7 buts et deux passes décisives, ce qui fait de lui le quatrième homme de l'attaque lyonnaise avec Fekir, Mariano et Depay...
Lors de la saison 2018-2019, il voit son temps de jeu réduit à la suite de l'arrivée de Moussa Dembélé au poste d'attaquant en remplacement de Mariano reparti au Real Madrid. Il enchaine tout de même les buts au début de saison, mais à la mi-décembre, il se voit contraint de débuter plusieurs matchs sur le banc.
Lors de la finale de la Coupe de la Ligue 2019-2020 où il est le 6e tireur, son tir au but est arrêté par Keylor Navas, permettant au Paris Saint-Germain de remporter le trophée (score 0-0, 6-5 tab).

### Aston Villa
Le 19 septembre 2020, il s'engage avec Aston Villa. Le 24 septembre 2020, Traoré inscrit son premier but avec Aston Villa à l'occasion d'un match de Coupe de la Ligue anglaise contre Bristol City. Sous les ordres de Dean Smith, il réalise une saison 2020-2021 pleine, participant à 36 rencontres de Premier League, en débutant 29 pour 7 buts inscrits et 7 passes décisives délivrées. Son début de saison 2021-2022 est contrarié par une élongation à la cuisse. À son retour de blessure, Steven Gerrard est à la tête de l'équipe et ne compte pas sur lui. Il conclut cet exercice avec seulement 9 apparitions en championnat pour une seule titularisation.

### Istanbul Basaksehir
Le 22 août 2022, n'entrant toujours pas dans les plans de Steven Gerrard pour la saison à venir, il est prêté à İstanbul Başakşehir. Il se distingue rapidement en Turquie, pour sa première apparition en Süper Lig, il délivre une passe décisive à Philippe Keny face à Alanyaspor (5e journée, victoire 2-0). Lors de la journée suivante de championnat, il inscrit le but de la victoire face au Beşiktaş JK (6e journée, victoire 0-1). Trois jours plus tard, il récidive en Ligue Europa Conférence, buteur face à la Fiorentina (victoire 3-0).
Malgré une blessure au genou, il est rappelé par Aston Villa le 31 janvier 2023, Unai Emery souhaitant densifier la concurrence à son poste. Sur la deuxième partie de saison, il participe à 8 rencontres de Premier League, pour une titularisation et deux passes décisives délivrées.

### Sélection nationale
Bertrand Traoré participe à la Coupe du monde de football des moins de 17 ans 2009 puis à la Coupe d'Afrique des nations des moins de 17 ans 2011 qu'il remporte. Il fait ses débuts avec la sélection A le 3 septembre 2011 lors d'un match amical contre la Guinée équatoriale.
L'année suivante, il est sélectionné pour la Coupe d'Afrique des nations 2012 où le Burkina Faso est éliminé au premier tour. Il ne joue que le dernier match du premier tour, entrant en jeu à la 65e minute face au Soudan. Il joue également la Coupe d'Afrique des nations 2015 avec le Burkina Faso. L'équipe est éliminée dès le premier tour.
Bertrand Traoré participe ensuite à la Coupe d'Afrique des nations 2017 au Gabon. L'équipe atteint les demi-finales de la compétition mais s'incline face à l'Égypte à la suite des tirs au but. Le Burkina Faso termine troisième de la compétition en battant le Ghana 1-0 lors de la petite finale. Traoré inscrit son unique but de la compétition face à la Guinée-Bissau en match de poules.
En 2022, Bertrand Traoré et l'équipe du Burkina participent à la Coupe d'Afrique des Nations 2021 au Cameroun et terminent quatrième de la compétition après les défaites en demi-finale contre le vainqueur, le Sénégal et au match de classement contre le pays organisateur, sur tirs au but.
Le 20 décembre 2023, il est retenu dans la liste des vingt-sept joueurs burkinabés sélectionnés par Hubert Velud pour disputer la Coupe d'Afrique des nations 2023.

## Statistiques détaillées
| Saison                | Club                       | Championnat           | Championnat | Championnat | Championnat | Coupe(s) nationale(s) | Coupe(s) nationale(s) | Coupe(s) nationale(s) | Compétition(s) continentale(s) | Compétition(s) continentale(s) | Compétition(s) continentale(s) | Compétition(s) continentale(s) | Burkina Faso | Burkina Faso | Burkina Faso | Total | Total | Total |
| Saison                | Club                       | Division              | M.          | B.          | P.d.        | M.                    | B.                    | P.d.                  | Comp.                          | M.                             | B.                             | P.d.                           | M.           | B.           | P.d.         | M.    | B.    | P.d.  |
| 2011-2012             | AJ Auxerre                 | Ligue 1               | -           | -           | -           | -                     | -                     | -                     | -                              | -                              | -                              | -                              | 5            | 0            | 0            | 5     | 0     | 0     |
| 2012-2013             | AJ Auxerre                 | Ligue 2               | -           | -           | -           | -                     | -                     | -                     | -                              | -                              | -                              | -                              | -            | -            | -            | 0     | 0     | 0     |
| Sous-total            | Sous-total                 | Sous-total            | -           | -           | -           | -                     | -                     | -                     | -                              | -                              | -                              | -                              | 5            | 0            | 0            | 5     | 0     | 0     |
| 2013-2014             | Chelsea FC                 | Premier League        | -           | -           | -           | -                     | -                     | -                     | C1                             | -                              | -                              | -                              | 5            | 1            | 0            | 5     | 1     | 0     |
| 2015-2016             | Chelsea FC                 | Premier League        | 10          | 2           | 1           | 4                     | 2                     | 0                     | C1                             | 2                              | 0                              | 0                              | 7            | 1            | 1            | 23    | 5     | 2     |
| Sous-total            | Sous-total                 | Sous-total            | 10          | 2           | 1           | 4                     | 2                     | 0                     | -                              | 2                              | 0                              | 0                              | 12           | 2            | 2            | 28    | 6     | 3     |
| 2013-2014             | Vitesse Arnhem (prêt)      | Eredivisie            | 13          | 3           | 0           | 2                     | 0                     | 0                     | -                              | -                              | -                              | -                              | 3            | 0            | 0            | 18    | 3     | 0     |
| 2014-2015             | Vitesse Arnhem (prêt)      | Eredivisie            | 29          | 13          | 4           | 7                     | 4                     | 1                     | -                              | -                              | -                              | -                              | 8            | 1            | 0            | 44    | 18    | 5     |
| Sous-total            | Sous-total                 | Sous-total            | 42          | 16          | 4           | 9                     | 4                     | 1                     | -                              | -                              | -                              | -                              | 11           | 1            | 0            | 62    | 21    | 5     |
| 2016-2017             | Ajax Amsterdam (prêt)      | Eredivisie            | 24          | 9           | 0           | -                     | -                     | -                     | C1+C3                          | 2+13                           | 0+4                            | 0+4                            | 10           | 2            | 0            | 49    | 15    | 4     |
| 2017-2018             | Olympique lyonnais         | Ligue 1               | 31          | 13          | 3           | 3                     | 1                     | 2                     | C3                             | 9                              | 4                              | 1                              | 7            | 2            | 0            | 50    | 20    | 6     |
| 2018-2019             | Olympique lyonnais         | Ligue 1               | 34          | 7           | 1           | 6                     | 3                     | 0                     | C1                             | 8                              | 1                              | 1                              | 4            | 1            | 2            | 52    | 12    | 4     |
| 2019-2020             | Olympique lyonnais         | Ligue 1               | 23          | 1           | 3           | 7                     | 2                     | 2                     | C1                             | 5                              | 1                              | 0                              | 3            | 0            | 0            | 38    | 4     | 5     |
| Sous-total            | Sous-total                 | Sous-total            | 88          | 21          | 7           | 16                    | 6                     | 4                     | -                              | 22                             | 6                              | 2                              | 14           | 3            | 2            | 140   | 36    | 15    |
| 2020-2021             | Aston Villa FC             | Premier League        | 36          | 7           | 3           | 2                     | 1                     | 0                     | -                              | -                              | -                              | -                              | 6            | 3            | 0            | 44    | 11    | 3     |
| 2021-2022             | Aston Villa FC             | Premier League        | 9           | 0           | 0           | 1                     | 0                     | 0                     | -                              | -                              | -                              | -                              | 5            | 1            | 2            | 15    | 1     | 2     |
| 2022-2023             | Aston Villa FC             | Premier League        | 8           | 2           | 0           | -                     | -                     | -                     | -                              | -                              | -                              | -                              | 1            | 0            | 0            | 9     | 2     | 0     |
| 2023-2024             | Aston Villa FC             | Premier League        | 2           | 0           | 0           | -                     | -                     | -                     | C4                             | 4                              | 0                              | 0                              | 7            | 7            | 0            | 13    | 7     | 0     |
| Sous-total            | Sous-total                 | Sous-total            | 55          | 9           | 3           | 3                     | 1                     | 0                     | -                              | 4                              | 0                              | 0                              | 16           | 8            | 2            | 78    | 18    | 5     |
| 2022-2023             | Istanbul Basaksehir (prêt) | Süper Lig             | 12          | 2           | 1           | -                     | -                     | -                     | C3                             | 6                              | 1                              | 1                              | 7            | 1            | 0            | 25    | 4     | 2     |
| 2023-2024             | Villarreal CF              | Liga                  | 10          | 1           | 0           | -                     | -                     | -                     | C3                             | -                              | -                              | -                              | -            | -            | -            | 10    | 1     | 0     |
| 2024-2025             | Ajax Amsterdam             | Eredivisie            | 32          | 6           | 5           | 2                     | 0                     | 0                     | C3                             | 14                             | 4                              | 2                              | 4            | 2            | 1            | 52    | 12    | 8     |
| 2025-2026             | Ajax Amsterdam             | Eredivisie            | 1           | 0           | 0           | 0                     | 0                     | 0                     | C1                             | 0                              | 0                              | 0                              | 0            | 0            | 0            | 1     | 0     | 0     |
| Sous-total            | Sous-total                 | Sous-total            | 33          | 6           | 5           | 2                     | 0                     | 0                     | -                              | 14                             | 4                              | 2                              | 4            | 2            | 1            | 53    | 12    | 8     |
| Total sur la carrière | Total sur la carrière      | Total sur la carrière | 275         | 68          | 22          | 34                    | 13                    | 5                     | -                              | 63                             | 15                             | 9                              | 82           | 22           | 6            | 454   | 118   | 42    |

## Palmarès

### En club
Ajax Amsterdam
- Finaliste de la Ligue Europa en 2017.
- Vice-champion des Pays-Bas en 2017.

 Olympique lyonnais
- Finaliste de la Coupe de la Ligue en 2020.

### En sélection
- Burkina Faso -17 ans
  - Vainqueur de la Coupe d'Afrique des nations en 2011.

- Burkina Faso
  - Finaliste de la Coupe d'Afrique des nations en 2013.
  - Demi-finaliste et 3ème place de la Coupe d'Afrique des Nations 2017.
  - Demi-finaliste et 4ème place de la Coupe d'Afrique des Nations 2021 qui a eu lieu au Cameroun en 2022 en raison du Covid-19.

### Distinction personnelle
- Nommé meilleur joueur burkinabé en 2015[17].
- Dixième au Gone d'Or 2018.

## Famille
Bertrand Traoré est le dernier des quatre enfants d'Isaïe Traoré,un ancien footballeur du Burkina Faso qui a joué au Racing Club de Bobo-Dioulasso (RCB) décédé un mois après sa naissance et d'Aminata Isabelle Traoré, qui a joué pour la sélection nationale féminine.
Il est le frère d'Alain Traoré, milieu de terrain du SC Gagnoa,au Côte d'Ivoire et ancien cadre de la sélection nationale burkinabè. Il est également le cousin de Lassina Traoré, footballeur ayant évolué à l'Ajax Amsterdam et joue actuellement au Shakhtar Donetsk, a aussi été sélectionné pour représenter les couleurs du Burkina.